# Gaspar Punter i Barreda
Gaspar Punter i Barreda (Morella, 1540 — Tortosa, 13 de maig de 1600), fou un religiós valencià, bisbe de Tortosa.

## Biografia
Nascut a Morella, fou el segon fill del notari Gaspar Punter.
En 1562 pren possessió d'un curat de la Catedral de Tortosa, i en 1566, ja doctor en ambdós drets per la universitat de Lleida, obté un benefici en l'església arxiprestal de Morella, el qual bescanvia amb el seu oncle Joan Punter pel càrrec de comensal i curat de la Catedral de Tortosa.
L'any 1569 es trasllada a Tortosa i celebra la seva primera missa en el Santuari de la Mare de Déu de la Balma, i en la diòcesi en què va néixer anà ascendint en els càrrecs eclesiàstics: Canonge de la Catedral el 2 de febrer de 1572, vicari general del bisbe Córdoba y Mendoza i rector de Vilalba dels Arcs, oficial del bisbe Juan Izquierdo en 1575 i vicari general del mateix bisbe de 1583 fins a 1585, i durant la seu vacant, fins al lliurament de les claus al nou bisbe Joan Terès i Borrull.
Fou visitador apostòlic del monestir de Montserrat en 1588, junt al bisbe Joan Baptista Cardona, llavors de Vic, els quals aconseguiren solucionar el conflicte entre dos bàndols enfrontats, els monjos d'origen castellà i els catalans. L'èxit en la visita a Montserrat li suposà que Felip II el proposés com a bisbe de Tortosa, i així l'any 1590 és consagrat bisbe de Tortosa per Joan Terès, i el 21 de febrer d'aquell mateix any pren possessió del bisbat.
Construí la capella de Sant Esteve de la Catedral (també coneguda amb el nom de la Comunió o del Santísim Sacrament, i des del segle xviii, de Sant Josep), i les monumentals reixes del cor i del presbiteri. Després d'un gran esforç per finalitzar les obres, consagrà la Catedral el 8 de juny de 1597. Durant la seva estada a la Seu de Tortosa feu donació de 5 conjunts de tapissos: Història de Saül, Tobies, Els dotze mesos, i altres dos sense temàtica clara. Ajudà en l'ampliació de l'arxiprestal de Morella i en el convent d'agustines de la mateixa ciutat.
Estigué detingut al seu palau episcopal per la seva intervenció en el conflicte de la castellania d'Amposta durant 1591 i 1592. Mantingué un gran prestigi com a jurista i home de lletres arreu de la Corona d'Aragó.
Intentà implantar les directrius emanades del concili de Trento, guiant el clergat diocesà i regulant el cerimonial litúrgic, així com establint unes normes bàsiques d'ensenyament del catecisme, tot açò mitjançant una sèrie de publicacions: Processional (1591), Ritual (1592) i Doctrina christiana y instrucció breu, fàcil i útil per ensenyar-la (1595); i l'obra inèdita De recta subditorum administratione. Front el problema morisc, ordenà la visita de tots els llocs de moriscos de la seva diòcesi, dotà dignament les rectories d'aquests llocs, i manà derruir totes les antigues mesquites reconvertides en esglésies per edificar altres de noves.
Mor el 13 de maig de 1600 en la seva casa del Toscar, a Tortosa (actualment pertany al municipi d'Alfara de Carles), i fou soterrat front el presbiteri de la Catedral.